# VoIP brána
VoIP brána je síťové zařízení, tvořící spojovací prvek mezi částí, v níž je telefonní hovor přenášen pomocí VoIP a mezi částí využívající jinou metodu přenosu telefonního hovoru, např. digitální TDM či analogovou telefonii. Úkolem VoIP brány je zajistit převod (digitálně zakódované) hlasové informace a také signalizace mezi dvěma infrastrukturami, z nichž každá pracuje s jinými přenosovými protokoly a jinými standardy. Převod musí probíhat v reálném čase a pokud možno bez narušení množiny služeb využívaných na obou stranách.
Brána mívá obvykle dva různé typy rozhraní, někdy ve vícenásobně se opakujícím počtu. Příkladem může být brána se dvěma porty typu Ethernet na VoIP straně a čtyřmi porty typu ISDN BRI.
Brána může být provedena jako samostatné zařízení nebo jako součást jiného celku, např. směrovače (routeru), telefonní ústředny nebo serveru. Od brány se typicky vyžaduje přenos tzv. provolby. Tím se liší od tzv. VoIP adaptérů.